# Вентимилья (графство)
Графство Винтимилья (Le comté de Vintimille, contea di Ventimiglia) — феодальное княжество на территории Северо-Западной Италии, существовавшее с раннего средневековья до второй половины XIII века. Включало города и сеньории Винтимилья, Априкале, Арма, Бадалукко, Баярдо, Бельведере, Брейль, Ла Бриг, Буссана, Кампомарцио, Карпазио, Кастелларо, Кастильоне, Чипресса, Чериана, До, Дольчеаква, Гарессио, Горбио, Лимоне Пьемонте, Мендатика, Монако, Монтальто, Монтегроссо-Пьян-Латте, Пьетралата, Перинальдо, Пинья, Порнассио, Порт-Морис, Прела, Реццо, Рокебрюне, Сент-Агнес, Сан-Ремо, Санта Маргерита ди Певераньо, Саорже, Себорга, Таггиа, Тенде, Терцорио, Триора, Венанцоне, Виллатала и Вернанте.
Графство образовалось после того, как между 973 и 983 годами юго-восточный Прованс и Лигурия были освобождены от сарацин. Входило в состав Туринской марки.
Первые графы, о которых сохранились сведения в прижизненных документах:
- Оттоне I и Коррадо II — сыновья Коррадо I, упоминаются в 1041, 1063 и 1077 годах
- братья Гульельмо Беренжерио и Понтио, упоминаются в 1110/24
- Оберто, упоминается в 1140 и 1156 гг.
- Гвидо Гверра и Оттоне II, сыновья Оберто
- Гульельмо I и Энрико, сыновья Оттоне II, упоминаются в 1203 г.

В 1219 году город Вентимилья осадили генуэзские войска. Граф Гульельмо IV обратился за помощью к правителю Прованса Раймонду Беренгеру IV. Однако 8 сентября 1222 года генуэзцы захватили город и включили его в состав владений своей республики.
Сеньор западной части графства Вентимилья Гульельмо VI 23 февраля 1258 года уступил свои владения графу Прованса Карлу Анжуйскому. После этого во власти представителей рода остались только Тенда, Ла Бриг, Дольчеакуа, Кастелларо, Саорже, Брейль, Пинья, Рокетта Нервина, Прела, Горбио, Кастильоне, Лимон, Вернан и прибрежные анклавы Рокебрюне, Сент-Агнес и Буссана.
Бонифаче де Вентимилья 23 марта 1258 г. уступил графу Прованса замок Зоспел и сеньории Брейль и Саорже.
Сеньорию Дольчеаккуа в 1270 году купил генуэзский полководец Оберто Дориа.
На владениях рода Вентимилья, граничащих с Пьемонтом, образовалось графство Тенда, правители которого первое время сохранили за собой титул графов Вентимилья.
Представители разных ветвей рода, получившие от Карла Анжуйского сеньории в Провансе, тоже продолжали называть себя графами Вентимилья.